# Hanna Mariën
Hanna Mariën (Herentals, 16 maggio 1982) è una velocista e bobbista belga.

## Biografia

### Bob
Compete nel bob dal 2012 come frenatrice per la squadra nazionale belga. Debuttò in Coppa Europa a novembre di quello stesso anno ed esordì in Coppa del Mondo all'avvio della stagione 2012/13, l'8 dicembre 2012 a Winterberg, dove si piazzò in sedicesima posizione nel bob a due in coppia con Elfje Willemsen.
Ha partecipato ai Giochi olimpici invernali di Soči 2014, piazzandosi in sesta posizione nel bob a due sempre con Elfje Willemsen. In quella stessa rassegna olimpica ebbe inoltre l'onore di sfilare in qualità di portabandiera della delegazione belga ai Giochi.
Prese inoltre parte ai campionati mondiali di Sankt Moritz 2013, ove giunse diciannovesima nella gara biposto. Agli europei giunse invece quarta nel bob a due nella rassegna continentale di Schönau am Königssee 2014.
Disputò l'ultima gara della sua carriera agonistica il 15 dicembre 2018 a Winterberg, prima tappa della Coppa del Mondo 2018/19.

## Palmarès
| Anno | Manifestazione  | Sede       | Evento      | Risultato | Prestazione | Note                                     |
| ---- | --------------- | ---------- | ----------- | --------- | ----------- | ---------------------------------------- |
| 2007 | Universiadi     | Bangkok    | 200 m piani | Bronzo    | 23"48       |                                          |
| 2007 | Mondiali        | Osaka      | 4×100 m     | Bronzo    | 42"75       | Record nazionale                         |
| 2008 | Giochi olimpici | Pechino    | 4×100 m     | Oro       | 42"54       | Record nazionale                         |
| 2009 | Mondiali        | Berlino    | 4×100 m     | Batteria  | 43"99       | Miglior prestazione personale stagionale |
| 2010 | Europei         | Barcellona | 4×100 m     | Finale    | dnf         |                                          |
| 2012 | Europei         | Helsinki   | 4×100 m     | Batteria  | 43"81       | Miglior prestazione personale stagionale |